# Virke församling
Virke församling var en församling i Lunds stift och i Kävlinge kommun. Församlingen uppgick 2006 i Kävlinge församling.

## Administrativ historik
Församlingen har medeltida ursprung.
Församlingen var till och med 1994 annexförsamling i pastoratet Stora Harrie och Virke som från 1962 även omfattade Örtofta församling och Lilla Harrie församling och från 1962 till och med 1970 Remmarlövs församling. Från 1995 till och med 2005 var församlingen annexförsamling i pastoratet Kävlinge, Stora Harrie, Lilla Harrie, Virke och Södervidinge. Församlingen uppgick 2006 i Kävlinge församling.

## Kyrkor
- Virke kyrka